# Kaila McKnight
Kaila McKnight (* 5. Mai 1986 in Stony Creek) ist eine ehemalige australische Leichtathletin, die sich auf den Mittelstreckenlauf spezialisiert hat.

## Sportliche Laufbahn
Erste internationale Erfahrungen sammelte Kaila McKnight im Jahr 2009, als sie bei der Sommer-Universiade in Belgrad in 4:16,10 min die Silbermedaille im 1500-Meter-Lauf hinter der Serbin Marina Munćan gewann. Im Jahr darauf belegte sie beim IAAF Continental Cup in Split in 9:24,50 min den achten Platz über 3000 Meter, ehe sie bei den Commonwealth Games in Neu-Delhi mit 4:15,22 min den Finaleinzug über 1500 Meter verpasste. Bei den Crosslauf-Weltmeisterschaften 2011 in Punta Umbría wurde sie nach 27:59 min 59. im Einzelrennen und Ende August schied sie bei den Weltmeisterschaften in Daegu mit 4:10,83 min im Halbfinale über 1500 Meter aus. Im Jahr darauf nahm sie über diese Distanz an den Olympischen Sommerspielen in London teil und schied dort mit 4:08,44 min im Semifinale aus. 2014 klassierte sie sich bei den Commonwealth Games in Glasgow mit 4:12,77 min auf dem achten Platz über 1500 Meter und im Jahr darauf beendete sie ihre aktive sportliche Karriere im Alter von 29 Jahren.
In den Jahren 2010 und 2012 wurde McKnight australische Meisterin über 1500 Meter sowie 2012 und 2013 im 5000-Meter-Lauf.

## Persönliche Bestleistungen
- 800 Meter: 2:03,60 min, 2. März 2014 in Melbourne
- 1500 Meter: 4:05,61 min, 19. Mai 2012 in Shanghai
- Meile: 4:33,33 min, 17. Juli 2012 in Cork
- 3000 Meter: 8:58,46 min, 29. Januar 2011 in Glendale
- 5000 Meter: 15:33,77 min, 13. September 2011 in Rovereto